# Ben Bishop
Ben Bishop (ur. 21 listopada 1986 w Denver) – amerykański hokeista, reprezentant USA.

## Kariera klubowa
- St. Louis AAA Blues U16 (2003-2004)
- Texas Tornado (2004-2005)
- Maine Black Bears (2005-2008)
- Peoria Rivermen (2008-2012)
- St. Louis Blues (2008, 2009)
- Binghamton Senators (2012)
- Ottawa Senators (2012-2013)
- Tampa Bay Lightning (2013-2017)
- Los Angeles Kings (2017)
- Dallas Stars (2017-)

Pochodzi z Denver. Karierę hokejową rozpoczynał w Saint Louis. Studiował na University of Maine, gdzie przez trzy lata występował w drużynie akademickiej. W drafcie NHL z 2005 został wybrany przez St. Louis Blues. W drużynie rozegrał sześć meczów w sezonie NHL (2008/2009) i siedem w sezonie NHL (2010/2011), zaś w latach 2008-2012 głównie grał w zespole Peoria Rivermen w lidze AHL. W lutym 2012 nabył go kanadyjski klub Ottawa Senators. W barwach drużyny zdążył rozegrać dziesięć spotkań w sezonie NHL (2011/2012), a ponadto występował też w zespole farmerskim Binghamton Senators w AHL. W drużynie Senatorów był zmiennikiem pierwszego bramkarza, swojego rodaka Craiga Andersona. W kolejnym sezonie NHL (2012/2013) zaliczył trzynaście meczów i pod jego koniec, na początku kwietnia 2013 został zawodnikiem klubu Tampa Bay Lightning, z którym wkrótce podpisał dwuletni kontrakt. W ramach wymiany pomiędzy klubami Ottawa otrzymała z Tampy napastnika Cory'ego Conachera oraz prawo wyboru w czwartej rundzie draftu NHL 2013. W nowym zespole Bishop do końca sezonu zasadniczego pojawił się na lodzie dziewięć razy. Od końca lutego 2017 zawodnik Los Angeles Kings. Od maja 2017 zawodnik Dallas Stars.
Został najwyższym bramkarzem w lidze NHL. Z racji swojego wzrostu i w odniesieniu do imienia nosi przydomek Big Ben jako skojarzenie do wieży zegarowej o tej samej nazwie w Londynie.

## Kariera reprezentacyjna
Uczestniczył w turniejach mistrzostw świata w 2010, 2013, Pucharu Świata 2016. W rywalizacji z 2013 zagrał 5 spotkań z 10 wszystkich kadry (aczkolwiek w decydujących meczach występował drugi golkiper, John Gibson). Uzyskał skuteczność interwencji 87,61% (18. miejsce) i średnią goli straconych na mecz 2,83 (15. miejsce).

## Sukcesy

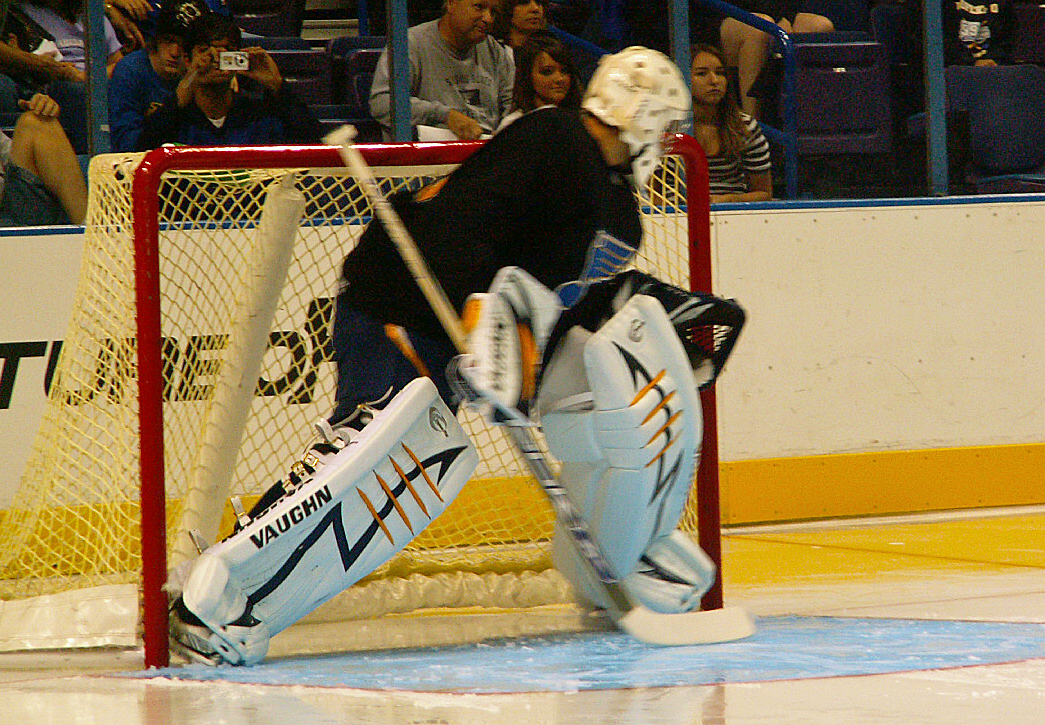
Ben Bishop w barwach St. Louis Blues (2008)

Reprezentacyjne
- Brązowy medal mistrzostw świata: 2013

Indywidualne
- Sezon AHL 2011/2012:
  - Drugi skład gwiazd